# Välleröd
Välleröd är en ort i Röddinge socken i Sjöbo kommun, Skåne län. Orten var till och med 2005 klassad som en småort då med 52 invånare 2005 och en yta på 29 hektar. Från 2015 avgränsar SCB här åter en småort.